# الزيتونة الرياضية بشماخ
الزيتونة الرياضية بشماخ هو فريق كرة قدم تونسي تأسس عام 1976 في مدينة جرجيس ، ولاية مدنين يلعب هذا الفريق في الرابطة التونسية الثالثة لكرة القدم في موسم 2019 - 2020.

## وصلات خارجية
- صفحة الزيتونة الرياضية بشماخ على موقع كوووة.